# GPR6
GPR6, G protein-spregnuti receptor 6, je protein koji je kod čoveka kodiran GPR6 genom.

## Funkcija
je član familije GPCR transmembranskih receptora. Postoje tvrdnje da je GPR6 konstitutivno aktivan, i da se dodatno aktivira sfingozin-1-fosfatom.
GPR6 povišava nivoe cikličnog AMP i promoviše rast neurita.

## Literatura
1. ↑  „Entrez Gene: GPR6 G protein-coupled receptor 6”.
2. ↑  Song ZH, Modi W, Bonner TI (1995). „Molecular cloning and chromosomal localization of human genes encoding three closely related G protein-coupled receptors”. Genomics. 28 (2): 347—9. PMID 8530049. doi:10.1006/geno.1995.1154.
3. ↑  Uhlenbrock K, Gassenhuber H, Kostenis E (2002). „Sphingosine 1-phosphate is a ligand of the human gpr3, gpr6 and gpr12 family of constitutively active G protein-coupled receptors”. Cellular Signalling. 14 (11): 941—53. PMID 12220620. doi:10.1016/S0898-6568(02)00041-4.
4. ↑  Tanaka S, Ishii K, Kasai K, Yoon SO, Saeki Y (2007). „Neural expression of G protein-coupled receptors GPR3, GPR6, and GPR12 up-regulates cyclic AMP levels and promotes neurite outgrowth”. The Journal of Biological Chemistry. 282 (14): 10506—15. PMID 17284443. doi:10.1074/jbc.M700911200.

## Dodatna literatura
- Heiber M; Docherty JM; Shah G;  . (1995). „Isolation of three novel human genes encoding G protein-coupled receptors.”. DNA Cell Biol. 14 (1): 25—35. PMID 7832990. doi:10.1089/dna.1995.14.25.
- Song ZH, Modi W, Bonner TI (1996). „Molecular cloning and chromosomal localization of human genes encoding three closely related G protein-coupled receptors.”. Genomics. 28 (2): 347—9. PMID 8530049. doi:10.1006/geno.1995.1154.
- Strausberg RL; Feingold EA; Grouse LH;  . (2003). „Generation and initial analysis of more than 15,000 full-length human and mouse cDNA sequences.”. Proc. Natl. Acad. Sci. U.S.A. 99 (26): 16899—903. PMC 139241 . PMID 12477932. doi:10.1073/pnas.242603899.
- Uhlenbrock K; Huber J; Ardati A;  . (2003). „Fluid shear stress differentially regulates gpr3, gpr6, and gpr12 expression in human umbilical vein endothelial cells.”. Cell. Physiol. Biochem. 13 (2): 75—84. PMID 12649592. doi:10.1159/000070251.
- Mungall AJ; Palmer SA; Sims SK;  . (2003). „The DNA sequence and analysis of human chromosome 6.”. Nature. 425 (6960): 805—11. PMID 14574404. doi:10.1038/nature02055.
- Gerhard DS; Wagner L; Feingold EA;  . (2004). „The status, quality, and expansion of the NIH full-length cDNA project: the Mammalian Gene Collection (MGC).”. Genome Res. 14 (10B): 2121—7. PMC 528928 . PMID 15489334. doi:10.1101/gr.2596504.

## Spoljašnje veze
- „GPR6”. IUPHAR Database of Receptors and Ion Channels. International Union of Basic and Clinical Pharmacology. Архивирано из оригинала 02. 09. 2012. г.